# Associação de Futebol de Anguila
A Associação de Futebol de Anguila (em inglês: Anguilla Football Association, ou AFA) é o órgão dirigente do futebol em Anguila. Ela é a responsável pela organização dos campeonatos disputados no país, bem como da Seleção Nacional.